# Uniformele Armatei României în Primul Război Mondial

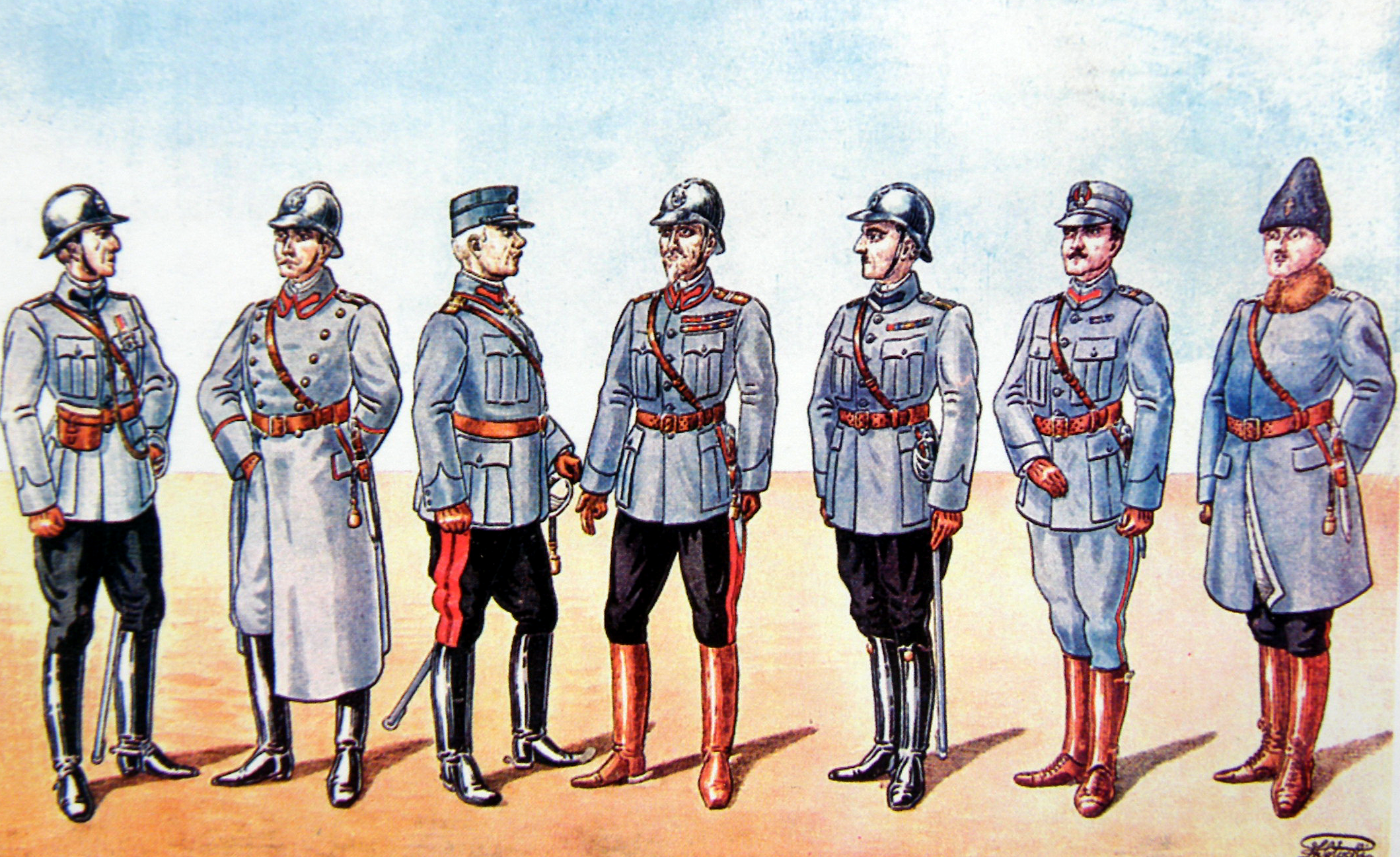
Uniforme de ofițeri

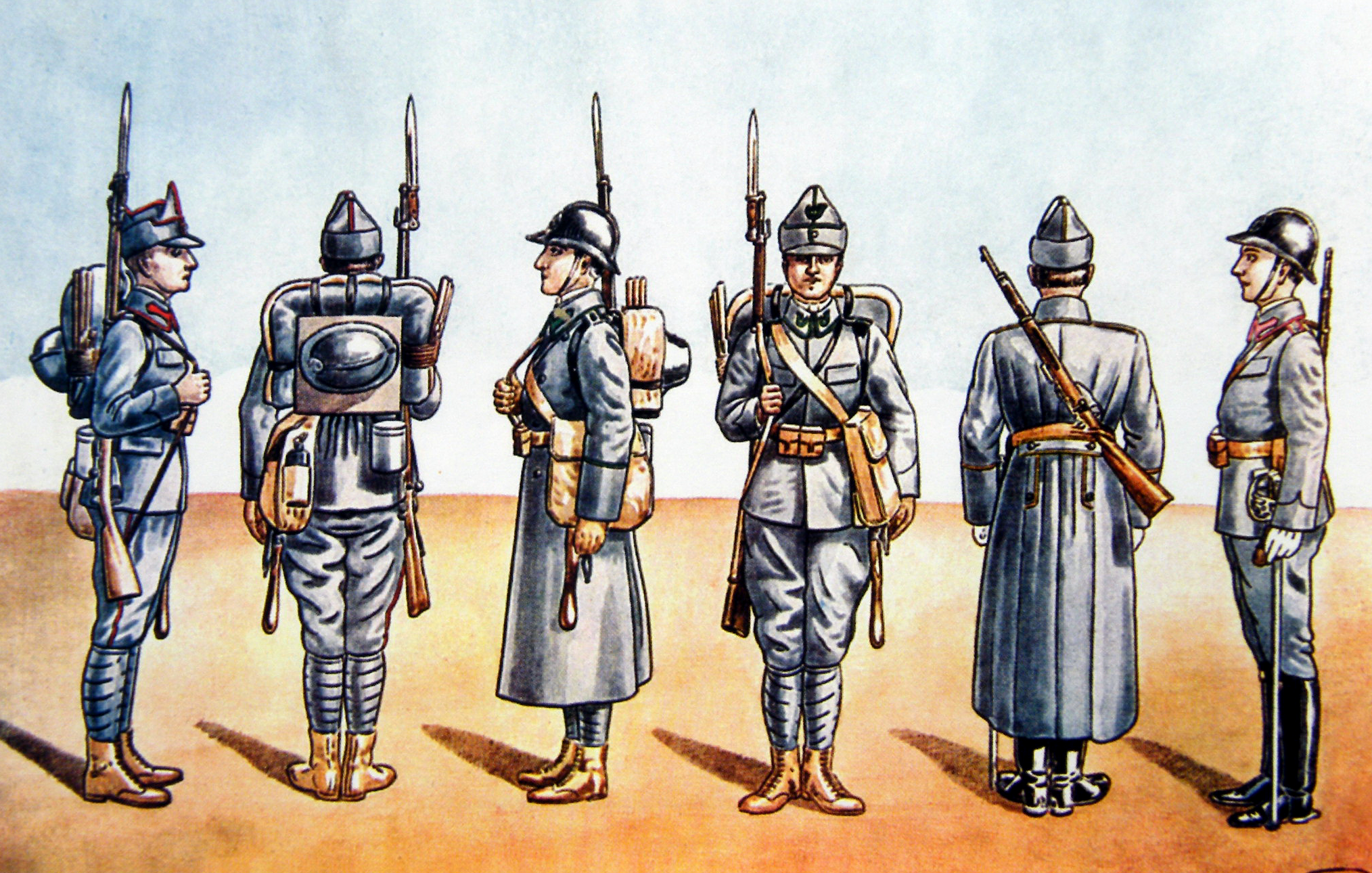
Uniforme de infanterie

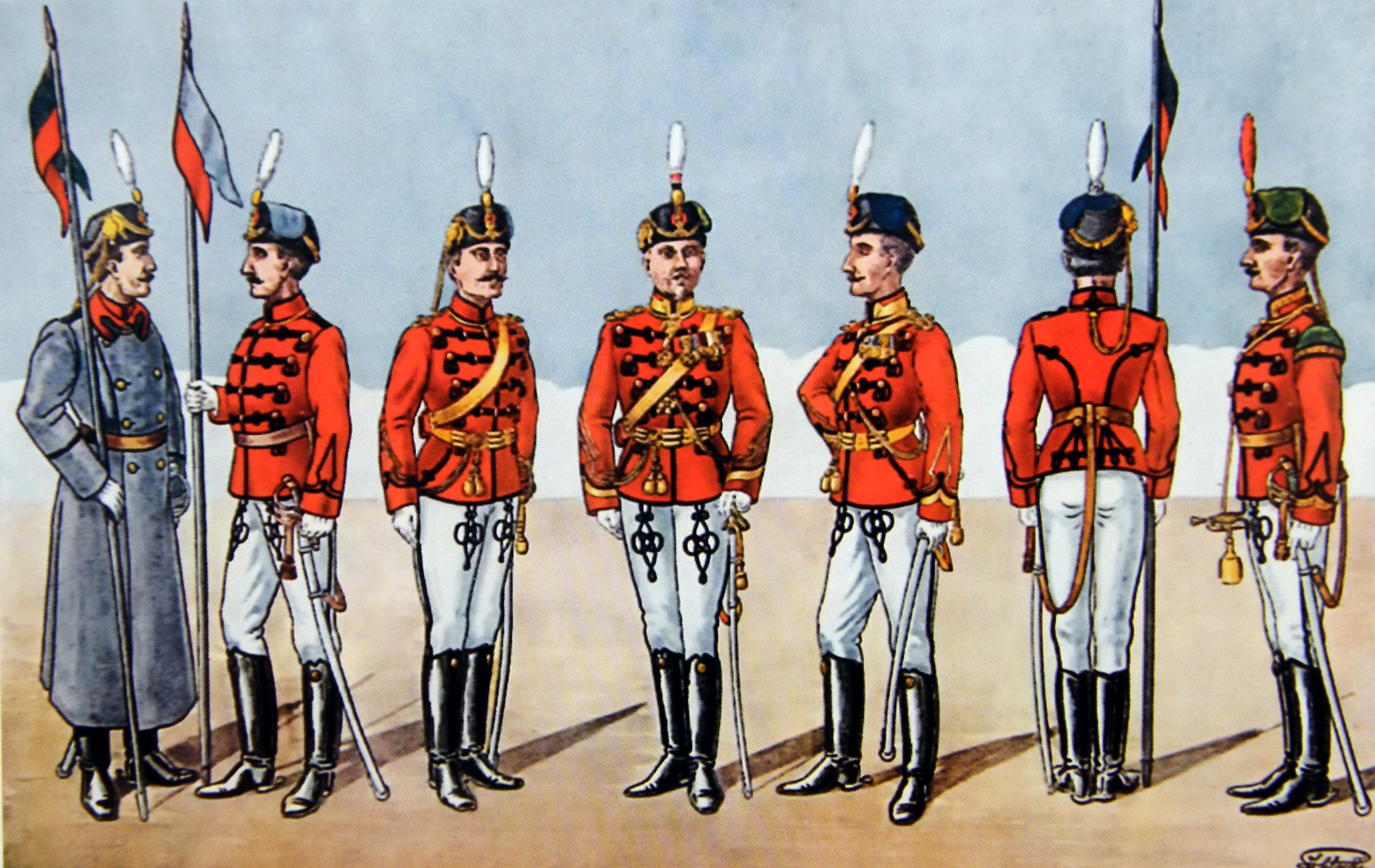
Uniforme de cavalerie

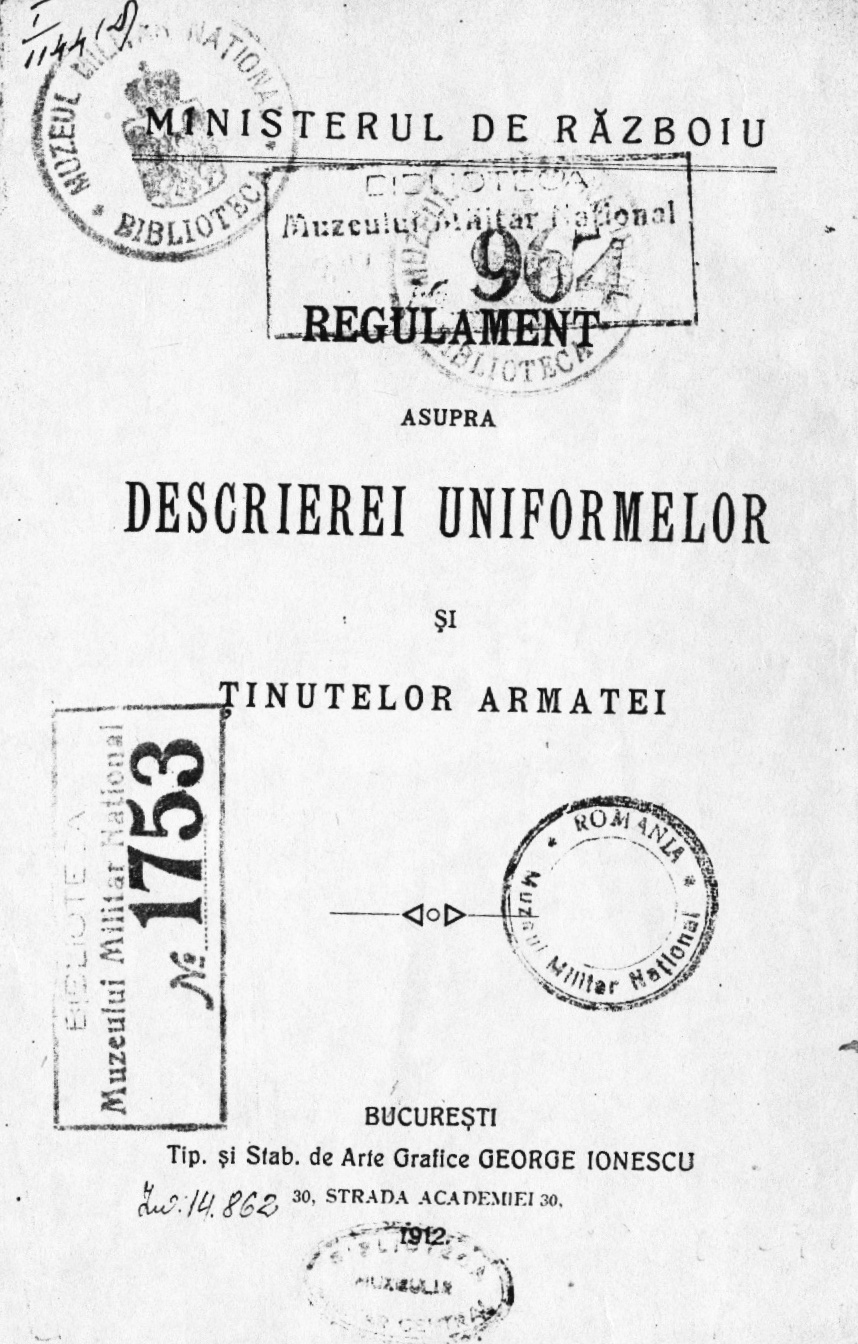
Regulamentul uniformelor, 1912

Pe toată durata participării la acțiunile de luptă din timpul Primului Război Mondial, trupele Armatei României au fost echipate cu uniformele specifice prevăzute în Regulamentul asupra descrierei uniformelor și ținutelor armatei, adoptat prin Înaltul Decret nr. 500 din 4 februarie 1912.
Regulamentul din 1912 introducea pentru prima dată în istoria Armatei României o ținută de campanie, destinată a fi folosită în luptă. Această ținută ținută avea ca piesă centrală bluza de instrucție și cazarmă, articol de echipament aflat compunerea ofițerilor încă 1868 și care acum era generalizată la toate uniformele. Din considerente practice, ținând de reducerea vizibilității militarilor pe câmpul de luptă și creșterea gradului de protecție al luptătorilor, nou-introdusa uniformă de campanie avea o culoare specifică gri-bleu-verzui, fiind realizată dintr-un material textil compozit, cu fire de lână gri, verzi și albastre.:p. 1020
Evoluțiile negative din campania anului 1916 au condus și la distrugerea sau capturarea de către inamic a unor cantități mari de echipament, fapt care a avut reprecusiuni asupra modului de echipare a trupelor în anul 1917, care au folosit o mare varietate de elemnte de ținută autohtone, capturate de la inamic sau primite ca ajutoare din partea puterilor Antantei.:p. 149

## Elemente generale
Regulamentul din 1912 stabilea că uniformele militare se compuneau din coifură, veston, manta, pantaloni, încălțăminte și accesorii, fiecarea dintre acestea fiind descrise pe larg într-un capitol special dedicat. Totodată, uniformele colorate model 1893 și 1895 rămâneau în vigoare doar pentru mare ținută.
În anul 1916, pe baza experienței războiului, s-au introdus simplificări la uniformele ofițerilor și trupei, stabilindu-se un model unic pentru toate armele. La trupă, uniforma de bază rămânea aceeași, modelul 1912. În raportul de aprobare înaintat regelui, prim-ministrul și ministrul de război Ion I. C. Brătianu  justifica necestatea acestei măsuri pentru considerațiuni de ordin ostășesc și de economie, … având în vedere că industria națională nefiind în măsură să ne dea tot ce ne trebue, suntem nevoiți a recurge la industria străină, iar din cauza evenimentelor, prețull diverselor materiale a ajuns astăzi aproape întreit, iar unele nici nu se mai pot obține

## Compunere uniforme

### Coifură
Ca elemente de coifură erau prevăzute: capela - pentru trupă și chipiul - pentru ofițeri. Pentru ținuta de iarnă era prevăzută o căciulă din blană de oaie, de culoare cenușie. Începând cu anul 1917, pentru ținuta de campanie se introduce Casca Adrian, de model francez. Chipiul ofițeres era de tip „moale”, de campanie, confecționat din stofă verde-cenușie, de dimensiunile celui de postav negru, cu trese, având cozorocul din lac de culoarea fondului. Era prevăzut cu o singură tresă de mătase verde cenușie, circulară și verticală pentru toate gradele, având torsadă tot din mătase cenușie, cocardă și numai pentru generali, soarele cu stea ca semn distinctiv. Capela din postav de culoarea uniformei, cu paspoale și însemne specifice (număr, semn de armă, diverse inițiale) a rămas coifura de bază a trupei.:pp. 1020-1021:pp. 831-832
Pentru o serie de specialități se mențineau elemente de coifură din reglementările anterioare, cum erau coifurile specifice pentru jandarmii călări sau pedrești.:p. 53

Chipie de generali
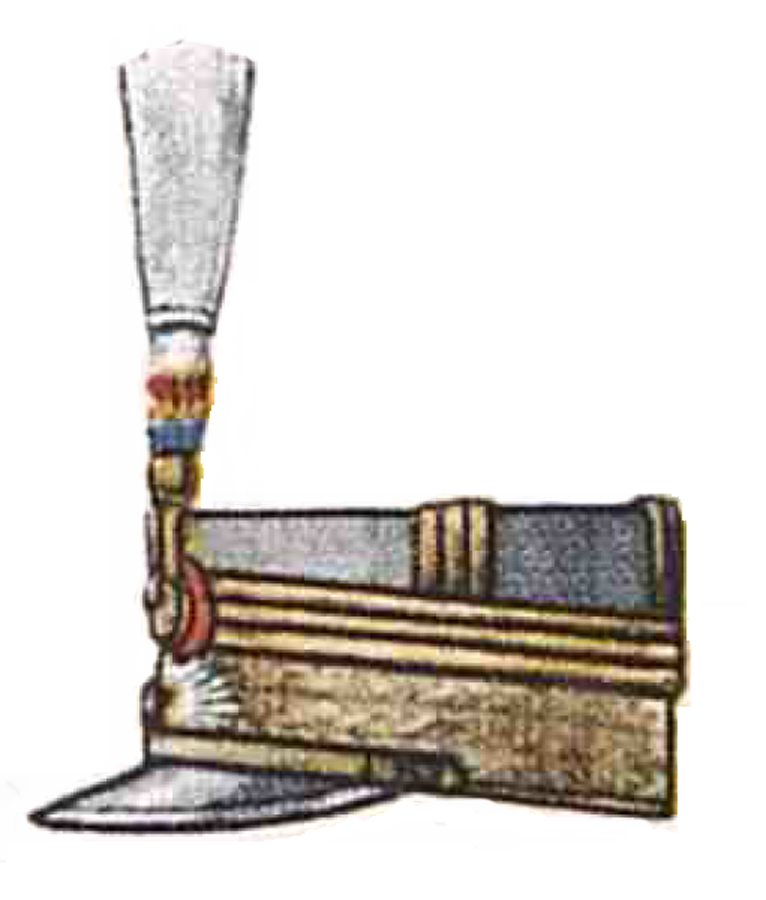
General de corp de armată
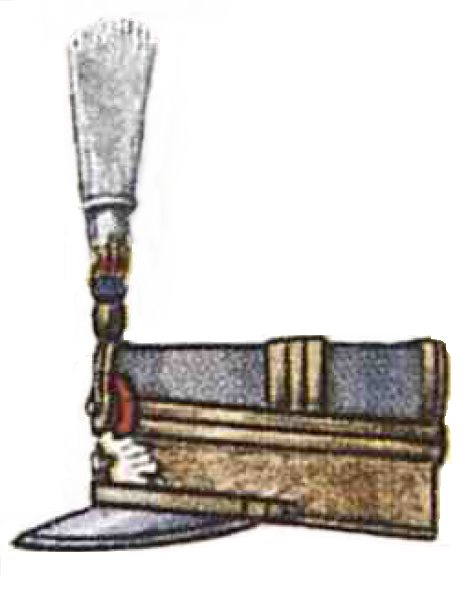
General de divizie
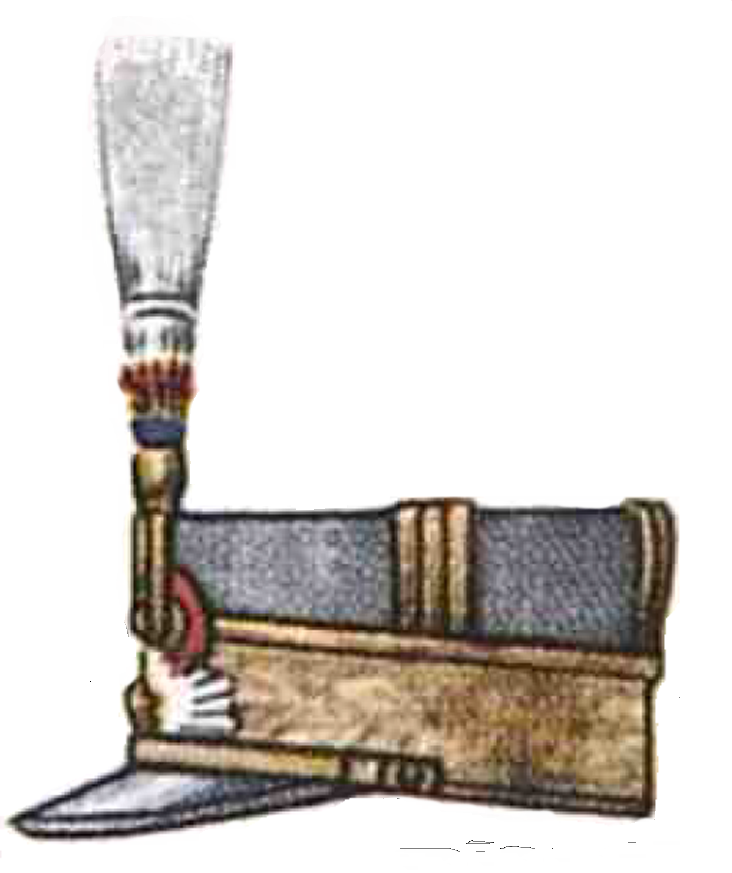
General de brigadă

Chipie de ofiţeri
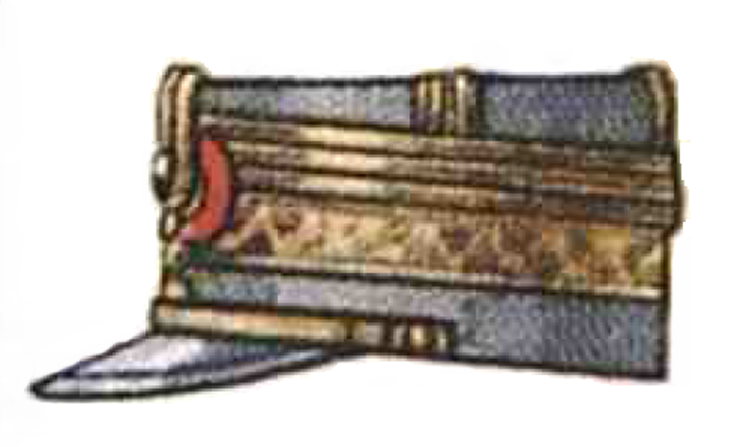
Colonel
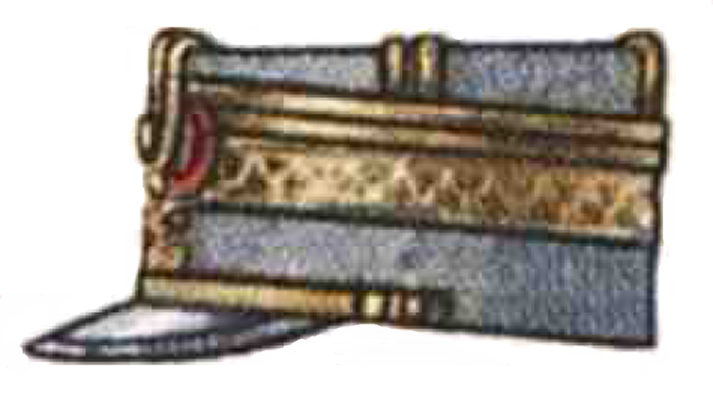
Locotenent-colonel
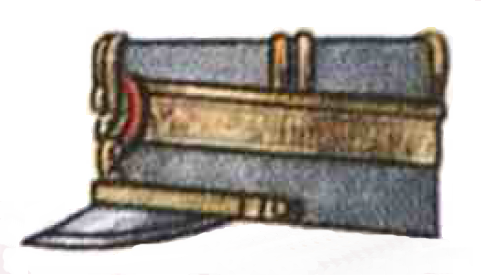
Maior
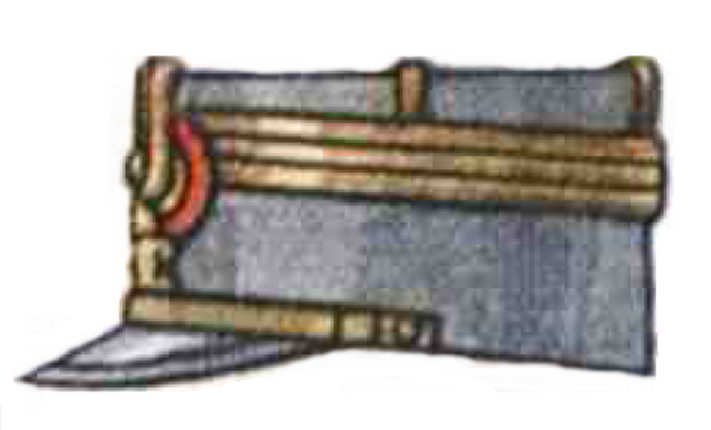
Căpitan
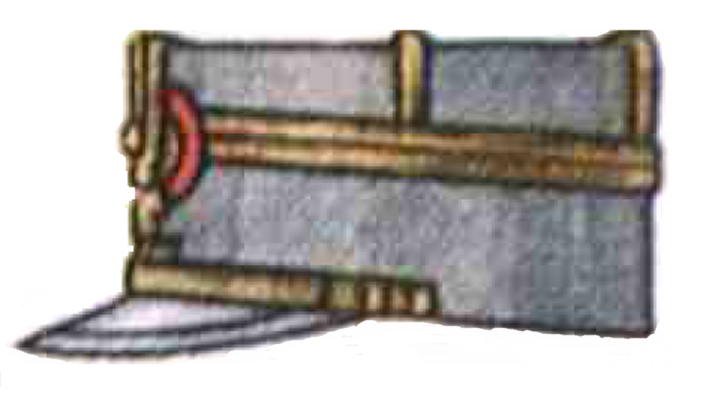
Locotenent
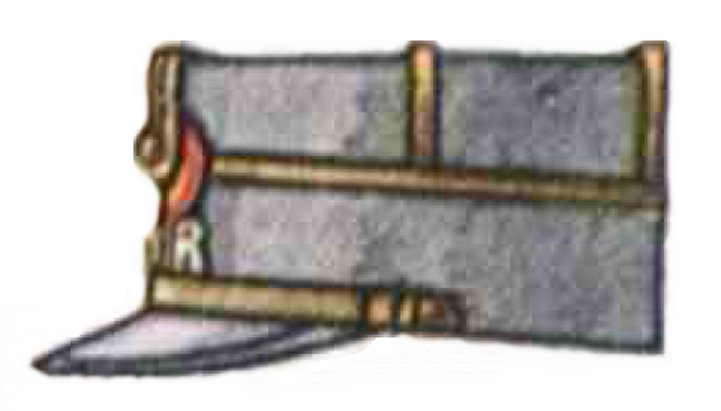
Sublocotenent